# Сокуренко Володимир Федорович
Володимир Федорович Сокуренко (5 березня 1925, село Марфівка, тепер Кропивницького району Кіровоградської області — 7 листопада 1992, місто Київ) — радянський партійний діяч, історик, відповідальний редактор журналу «Комуніст України». Кандидат історичних наук (1962), старший науковий співробітник.

## Біографія
Член ВКП(б).
У 1952 році закінчив факультет міжнародних відносин Київського державного університету. У 1956—1959 роках навчався в аспірантурі Київського державного університету.
У 1959—1969 роках — на відповідальній роботі в апараті ЦК КПУ: завідувач сектору відділу пропаганди і агітації ЦК КПУ.
У 1972—1975 роках — відповідальний редактор центрального органу ЦК КПУ журналу «Комуніст України».
З 1975 року — персональний пенсіонер союзного значення.
У 1981—1983 роках — в. о. старшого наукового співробітника відділу історико-краєзнавчих досліджень, у 1983—1992 роках — старший науковий співробітник відділу наукового забезпечення томів «Зводу пам'яток історії та культури» Інституту історії АН УРСР.
Помер 7 листопада 1992 року в місті Києві.

## Основні праці
- Політично забезпечувати економічну реформу. «Блокнот агітатора». 1966. № 19.
- Боротьба більшовиків Харкова за перемогу ленінської тактики під час виборів до IV Державної Думи. Український історичний журнал. 1960. № 2.
- Більшовицька організація Харкова на чолі страйкового руху 1912 року. Наукові записки Київського державного університету. Т.ХVIII. Вип. VIII. Київ, 1959.
- співавтор колективної монографії «Історія колгоспу “Здобуток Жовтня” Тальнівського району Черкаської області».

## Нагороди
- медалі
- Заслужений працівник культури Української РСР (15.01.1969)